# Fijian Drua
Fijian Drua es un equipo profesional de rugby ubicado en la ciudad de Lautoka, en Fiyi, y desde la temporada 2022 participa del Súper Rugby, el principal torneo de rugby del hemisferio sur en el que compite con franquicias de Australia y Nueva Zelanda.
El nombre Drua hace referencia a una embarcación de combate de los isleños del pacífico.
También existe una rama femenina del club, llamada Fijiana Drua que participa en la competencia profesional australiana Súper W.

## Historia
Fue fundada en 2017 con la finalidad de participar en la principal competencia de rugby en Australia y de paso servir como base para el seleccionado de Fiyi.
En el año 2018, obtuvo su primer campeonato al derrotar 36 a 26 al equipo de Queensland Country.
En 2022, luego de la reorganización del Súper Rugby, se incorporó al principal torneo de rugby en el hemisferio sur compitiendo con franquicias de Australia y Nueva Zelanda.

## Palmarés
- National Rugby Championship (1): 2018